# Чир-Юрт (посёлок)
Чир-Юрт — упразднённый посёлок станции в Кизилюртовском районе Дагестана. В 1963 году Чир-Юрт вместе с посёлками Кизилюрт и Бавтугай был объединён в город Кизилюрт.

## Географическое положение
Располагался у железнодорожной станции Кизил-Юрт (до 1968 г. — Чир-Юрт).

## История
Посёлок возник в 1894 году в связи со строительством одноимённой железнодорожной станции на линие Беслан — Петровск-Порт Владикавказской железной дороги. По данным на 1926 год входил в состав Султан-Янгиюртовского сельсовета. В 1929 году состоял из 27 хозяйств в административном отношении входил в состав Кизил-Юртовского сельсовета Махачкалинского района. По данным на 1939 год в составе Кизил-Юртовского сельсовета значатся населённые пункты посёлок станции Чир-Юрт и собственно железнодорожная станция Чир-Юрт. В 1963 году посёлок вошел в состав вновь образованного города Кизилюрт.

## Население
| Год       | 1926 | 1939 |
| --------- | ---- | ---- |
| Население | 74   | 258  |

По данным переписи 1926 года в посёлке проживало 40 мужчин и 34 женщины.
Национальный состав
По данным Всесоюзной переписи населения 1926 года:
| № | Национальность | Численность, чел. | Доля   |
| - | -------------- | ----------------- | ------ |
| 1 | русские        | 51                | 68,9 % |
| 2 | украинцы       | 18                | 24,3 % |
| 3 | грузины        | 4                 | 5,4 %  |
| 4 | аварцы         | 1                 | 1,4 %  |

## Промышленность
В посёлке располагались Дагестанский асфальтовый завод и правление и сапожный цех артели 18-й конференции Дагранопромсоюза.